# Ingeniería aeroportuaria
La ingeniería aeroportuaria es la rama de la ingeniería aeronáutica que aplica unos sólidos conocimientos científicos tales como física, química, ciencia de los materiales, geología y otros aspectos más específicos del sector aeronáutico-aeroportuario como infraestructuras aeronáuticas, teoría de estructuras, gestión del espacio aéreo, aerodinámica y mecánica de vuelo, tecnología aeroespacial. 
Cabe resaltar que si bien es cierto que la "ingeniería de aeropuertos" es una de las cinco especialidades de la ingeniería aeronáutica, ésta comparte una muy profunda conexión con la ingeniería civil dada la naturaleza de esta carrera; Por ende, aunque en España esta carrera solo faculte al ing. aeropuertos en las tareas de diseño y mantenimiento de todo el recinto e infraestructuras aeroportuarias este puede perfectamente incorporarse al mercado laboral de la ingeniería civil en todo el mundo.
El sistema de infraestructuras aeronáuticas desde el subsuelo al espacio, desde conductos e instalaciones a muchos metros de profundidad, a los satélites que giran con la Tierra. Comprende dos grandes áreas:
- los aeropuertos
- los sistemas e instalaciones de navegación aérea

En los aeropuertos, el pasajero o la carga que llegan en automóviles, en metro o en tren son transferidos a las aeronaves o al revés. El aeropuerto se diferencia, a su vez, en dos zonas:
- Una propia del transporte terrestre
- Otra propia del transporte aéreo

La navegación aérea necesita:
- Una estructuración del espacio aéreo, mediante rutas y sistemas de seguimiento y control para los aviones
- Una ordenación del espacio aéreo próximo a los aeropuertos para efectuar con seguridad, eficiencia y fluidez las aproximaciones y los despegues a las pistas de vuelo
- Unas ayudas, visuales y radioeléctricas, para la toma de tierra y circulación en superficie de las aeronaves.

- Datos: Q4828699